# Пламених 5
Пламених 5 био је југословенски и српски рок бенд формиран у Београду 1964. године. Иако нису имали званичних издања, бенд је познат као један од пионира југословенске рок сцене.

## Историјат
Бенд је основан 1964. године. У првој постави су били Бранислав Анђеловић (гитара), Драгољуб Павловић (бас гитара), Миомир Петровић (ритам гитара), Драгослав Лазаревић (клавијатуре) и Добривоје Радојевић (бубњеви). Каснији састав бенда чинили су бас гитариста Слободан „Боба“ Орлић и ритам гитариста Војислав Чобански.
У почетку је бенд изводио углавном обраде бит хитова. Током 1965. бенд је редовно наступао у клубу Еуридика у Београду. У мају исте године освајају прво место на Фестивалу омладине, а у децембру исте године бенд наступа на Паради ритма у Хали 3 Београдског сајма. Почетком 1966. придружио им се вокал Хаим Морено , а јануара 1966. бенд се такмичио на београдској Гитаријади и освојио треће место. Убрзо након тога наступили су у сали Народног универзитета Божидар Аџија заједно са бендом Чавке и  певачицом Даницом Михајловић „Даниелом“. Године 1966. бенд је направио своје једине снимке, када су наступили као пратећи бенд Даници Михајловић на њеном ЕП-у I Got You Baby. На ЕП-у је била песма I Want Somebody, коју је касније, под насловом I Need Somebody, обрадио британски поп певач Дон Фардон.
Током 1967. често су изводили песму Скарлет, снимајући је за Радио Београд, тај снимак је постао мањи хит benda. За ТВ емисију Концерт за млади луди свет снимили су песму Никад нисам била сама.
Крајем 1967. Морена је заменио Милош Стајић, а Аранђеловића Љуба Седлар.  Драгољуб Павловић је током 1967. године написао песму „Очи” за омнибус филм Време љубави, за причу „Кавез” („Кавез”); међутим, филм никада није приказан, вероватно зато што се бавио зависношћу од дрога.  Крајем деценије, бенд је кренуо ка сложенијем звуку, али није успео да постигне мејнстрим популарност, па је расфомиран крајем шездесетих година.
Након што је напустио Пламених 5, Бранислав Анђеловић је формирао бенд Пламених 6 у којем су учествовали Миодраг Недељковић (бас гитара), Лазар Паскул (оргуље), Душан Ранковић (труба), Мирослав Филиповић (тромбон) и Радомир Тривић (бубњеви). У почетку су наступали као пратећи бенд за Нину Спирову, Томија Совиља и Гордану Криспер. Имали су разноврстан репертоар, али нису успели да достигну већу популарност. Осамдесетих година Аранђеловић је свирао са музичким саставом Рокери с Мораву. Током седамдесетих година Орлић је био члан Силуете и Опуса. Драгослав Лазаревић је радио као сниматељ звука у Радио Београду.
Песма Ја никад нисам био сам, оригинално снимљена за Телевизију Београд, 2000. године објављена је на компилацији различитих извођача Југобеат Екплосион: Jugobeat Explosion: 60s Punk From Yugoslavia холандске издавачке куће Ред Бит.